# سالن تئاتر شیر و خورشید تبریز
سالن تئاتر شیر و خورشید تبریز یا سالن تئاتر ارگ تبریز در سال ۱۳۰۶ خورشیدی در تبریز افتتاح و در سال ۱۳۵۹ تخریب گردید.

## ساخت
ساخت این بنا در اوائل سلطنت رضاشاه و به دستور سپهبد امیراحمدی و کمک جمعیت شیر و خورشید سرخ با الهام از تماشاخانه سن پترزبورگ و با کمک مهندسان و معماران روسی انجام گرفت. ساختمان آن در سال ۱۳۰۶ خورشیدی تکمیل و در شهریور همان سال افتتاح گردید.
سالن در ابعاد ۳۰ متر در ۱۰ متر و دارای دو طبقه ایوان هر کدام با ۱۶ لژ شش نفره بود و حدود ۸۰۰ نفر گنجایش داشت. دورتادور طبقات و سقف و راهرو ورودی دارای گچ‌بریهای کم‌نظیر بود و به‌دلیل رعایت اصول صداشناسی، نیازی به استفاده از وسائل تقویت صوتی نبود.

## بازسازی و مرمت
سالن تئاتر تبریز در دوره فرقه دموکرات آذربایجان تعمیر و مرمت اساسی شد. جایگاه مخصوص گروه نوازندگان تعبیه شد و تعمیرات فضاسازی انجام و پرده و چلچراغ‌ها تعویض گردید و در هشتم فروردین ۱۳۲۵ دوباره توسط جعفر پیشه‌وری افتتاح شد.

## ویرانی و تخریب
این بنای تاریخی در سال ۱۳۶۰ در زمان امامت جمعه مسلم ملکوتی، توسط جهاد سازندگی جهت گسترش مصلای تبریز تخریب گردید.

## نگارخانه

راهرو ورودی
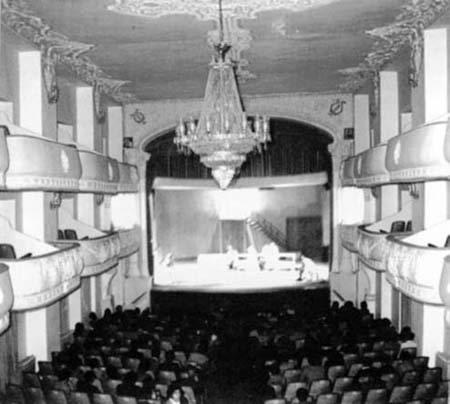
نمایی از سن نمایش تالار